# Figures II
Figures II est un livre du critique littéraire et théoricien du récit Gérard Genette. L'œuvre est constituée de dix articles qui suivent deux directions principales : la théorie du récit et la poétique du langage.

## Table
- Raison de la critique pure
- Rhétorique et enseignement
- La littérature et l'espace
- Frontières du récit
- Vraisemblance et motivation
- Le jour, la nuit
- Langage poétique, poétique du langage
- « Stendhal »
- D'un récit baroque
- Proust et le langage indirect

## Analyse et commentaire

### La littérature et l'espace
L'article commence par remarquer qu'il est « paradoxal de parler d'espace à propos de la littérature » car le texte se présente de façon « essentiellement temporelle […] comme l'exécution d'une partition musicale ». Genette refuse d'aborder le sujet sous l'angle thématique, c'est-à-dire en se penchant sur les moments où la littérature décrit des espaces. Il estime que « Ce sont là des traits de spatialité qui peuvent occuper ou habiter la littérature, mais qui peut-être ne sont pas liés à son essence […] à son langage ». Remarquant que la peinture ou l'architecture, se déployant dans la spatialité, ne parlent pas de l'espace, mais font plutôt « parler l'espace », il en vient à se demander s'il existe « de la même façon […] quelque chose comme une spatialité littéraire active et non passive, signifiante et non signifiée, propre à la littérature […] ». Après avoir répondu par l'affirmative, Genette distingue différentes spatialités en littérature.

#### Primat de la spatialité dans la langue
La langue semble plus apte à exprimer l'espace ce qui la conduit à user de métaphores construites sur des relations spatiales pour parler du temps. Bergson le notait et imputait au langage une trahison des processus de la conscience qui à son sens serait d'ordre essentiellement temporel. Les développements de la linguistique, lorsque Genette écrit, le conduisent à constater que « Saussure et ses continuateurs ont mis en relief un mode d'être du langage qu'il faut bien dire spatial […] » Il nuance cette approche, en citant Blanchot qui précise qu'il s'agit d'une spatialité « dont ni l'espace géométrique ordinaire ni l'espace de la vie pratique ne nous permettent de ressaisir l'originalité ».

#### La mise en espace par l'écriture
La prééminence de l'espace dans le système de la langue « se trouve […] accentuée, dans l'œuvre littéraire, par l'emploi du texte écrit ». Alors qu'on a longtemps perçu l'écriture, du moins en Occident, comme le simple moyen de fixer par des signes les sons, avec Mallarmé on s'aperçoit qu'elle dépasse cette assignation pragmatique. L'écriture montre par la mise en page et de façon symbolique « la spatialité profonde du langage ». Elle nous rend sensibles à « la disposition atemporelle et réversible des signes […] dans la simultanéité de ce qu'on nomme un texte. » Partant, la lecture n'est plus un processus temporel orienté, mais elle est aussi la mise en relation d'« épisodes très éloignés dans la continuité temporelle d'une lecture linéaire ». Genette en conclut que « l'espace du livre […] n'est pas soumis passivement au temps de la lecture successive, mais qu' […] il ne cesse de l'infléchir et de le retourner, et donc en un sens de l'abolir. »

#### L'espace interstitiel: entre sens propre et sens figuré
Genette aborde ensuite les conséquences des effets de sens de l'écriture littéraire. « La prétendue temporalité de la parole est liée au caractère en principe linéaire […] de l'expression linguistique ». Or le langage littéraire fonctionne rarement d'une manière univoque, car il joue de la polysémie des mots et recourt aux figures, ce qui conduit à admettre que l'expression « ne cesse […] de se dédoubler, c'est-à-dire qu'un mot […] peut comporter à la fois deux significations ». Un espace se forme donc dans l'interstice sémantique ainsi créé, qui détruit l'apparence unilinéaire du discours. « Ce que dit l'énoncé est toujours en quelque sorte doublé, accompagné par ce que dit la manière dont il le dit […] ». Le temps ne peut jamais épouser parfaitement le texte car ce-dernier, par le concours des figures, du style, s'expose comme épaisseur de sens.

#### Atemporalité de la littérature
Lors de l'ultime étape de la réflexion, nous sommes conduits à envisager la littérature dans son ensemble. Gérard Genette rappelle que Proust reprochait à Sainte-Beuve d'examiner « la littérature sous la catégorie du Temps. » Certes il ne s'agit pas de dénier à l'approche historique sa légitimité, mais il est nécessaire de demeurer sensible aux « effets de convergence et de rétroaction qui font aussi de la littérature comme un vaste domaine simultané que l'on doit savoir parcourir en tous sens. »
Le lieu même de la littérature se résume alors à la bibliothèque de Borges, « […] le plus clair et le plus fidèle symbole de la spatialité de la littérature. La littérature tout entière […] rendue présente, totalement contemporaine d'elle-même, parcourable, réversible, vertigineuse, secrètement infinie. » La littérature, consignée dans l'espace labyrinthique de la bibliothèque, s'extrait du temps pour exister dans un pur présent en gésine des potentialités de lecture.

### Frontières du récit
Dans cet article Genette entame une réflexion à partir une définition positive et en apparence simple du récit : « représentation d'un événement ou d'une suite d'événements, réels ou fictifs, par le moyen du langage […] » Une telle définition laisse penser que le récit va de soi et que « rien n'est plus naturel que d'agencer un ensemble d'actions dans un mythe, un conte, une épopée, un roman. » Loin de se laisser séduire par l'évidence, il choisit de poser une « question faussement naïve : pourquoi le récit ? »
Utilisant une série d'opposition, le critique s'embarque alors pour découvrir les limites du récit. La première d'entre elles lui est fournie par les Anciens.

#### Diégésis et mimésis
Platon esquissait l'opposition entre diégésis et mimésis dans La République, opposition qui sera reprise avec une divergence dans l'acception des termes par Aristote dans La Poétique.

##### Platon: le récit et l'imitation
Dans La République Socrate dénie au récit la capacité d'imiter mais il tient compte « des aspects de représentation directe (dialogues) que peut comporter un poème non dramatique […] »Pour Platon, le domaine de ce qu'il appelle « lexis (ou façon de dire, par opposition à logos, qui désigne ce qui est dit) se divise […] en imitation proprement dite (mimésis) et simple récit (diégésis) » Le simple récit correspond à ce que le poète transmet « en parlant en son nom propre, sans essayer de nous faire croire que c'est un autre qui parle ».
L'exemple utilisé par le philosophe est tiré du chant I de l’Iliade lorsque Chrysès pour racheter sa fille prononce un discours à l'adresse des Achéens. Au sens de Platon, seul le discours durant lequel Homère feint d'être devenu Chrysès « en s'efforçant de nous donner autant que possible l'illusion que ce n'est pas Homère qui parle, mais bien le vieillard prêtre d'Apollon » relève de l'imitation. Si Homère avait souhaité poursuivre le récit, il aurait pu raconter les paroles de Chysès, c'est-à-dire utiliser le style indirect.
Il découle de cette distinction entre « deux modes purs et hétérogènes du récit et de l'imitation […] une classification poétique des genres, qui comprend les deux modes purs (narratif, représenté par l'ancien dithyrambe, mimétique, représenté par le théâtre), plus un mode mixte […] qui est celui de l'épopée ».

##### Aristote: deux modes de l'imitation
Aristote aborde le problème différemment. Dans sa conception l'imitation se présente sous deux modes. Le premier est le récit, qu'il nomme diégésis, l'autre, la mimésis, est la représentation directe par des acteurs parlant et agissant devant des spectateurs. Genette en déduit qu'il y a « deux partages apparemment contradictoires, où le récit s'opposerait à l'imitation, ici comme son antithèse, et là comme un de ses modes. ».
En effet la classification d'Aristote diffère notoirement de celle de Platon car elle fait de toute poésie une imitation, et distingue « deux modes imitatifs, le direct, qui est celui que Platon nomme proprement imitation, et le narratif, qu'il nomme, comme Platon, diégésis. » Par ailleurs Aristote ne classe pas l'épopée dans la catégorie d'un genre mixte, il la considère comme relevant du mode narratif pur. Cela peut s'expliquer du fait qu'« Aristote définit, plus strictement que Platon, le mode imitatif par les conditions scéniques de la représentation dramatique », mais aussi parce que « l'œuvre épique, quelle qu'y soit la part matérielle de dialogues ou discours au style direct […] demeure essentiellement narrative en ce que les dialogues y sont nécessairement encadrés et amenés par des parties narratives […] ». Mais en affirmant la supériorité d'Homère sur d'autres poètes épiques au motif qu'il privilégie les parties dialoguées, Aristote reconnaît implicitement le « caractère imitatif des dialogues homériques, et donc le caractère mixte de la diction épique, narrative en son fond mais dramatique en sa plus grande étendue. »
Leurs conceptions n'opposent donc pas les philosophes. Le fond commun de leurs analyses repose sur la distinction entre le dramatique et le narratif « le premier étant considéré […] comme plus pleinement imitatif que le second ». Par contre leurs axiologies sont antithétiques : Platon souhaite un poète qui exerce son art de façon aussi peu mimétique que possible tandis qu'Aristote valorise la tragédie au détriment de l'épopée. « Les deux systèmes sont donc bien identiques, à la seule réserve d'un renversement de valeurs : pour Platon comme pour Aristote le récit est un mode affaibli, atténué de la représentation littéraire […] ».

##### Ut pictura poesis
Ni Platon ni Aristote ne mentionnent que l'« imitation directe, telle qu'elle fonctionne sur scène, consiste en gestes et en paroles. » Or le poète exerce précisément son activité dans le champ linguistique. Si des vers narratifs forment une représentation verbale d'actions et que « Le mot chien ne mord pas » comme le rappelle William James, des vers rapportant le discours d'un personnage sont ce discours lui-même « […] ils le répètent, littéralement, et s'il s'agit d'un discours fictif, ils le constituent […] » Dès lors se pose la question de la définition même du mot imitation. Genette entreprend une comparaison du travail poétique avec la peinture qui représente par ses moyens propres une réalité non-picturale et plus exceptionnellement procède à des mises en abyme. Ce parallèle amène à estimer que la véritable imitation réside non dans le décalque d'un matériel linguistique par des outils linguistiques, les mots, mais bien dans les « vers narratifs, et […] nullement dans les […] vers dramatiques, qui consistent simplement en l'interpolation, au milieu d'un texte représentant des événements, d'un autre texte directement emprunté à ces événements : comme si un peintre hollandais du XVIIIe siècle […] avait placé au milieu d'une nature morte, non la peinture d'une coquille d'huître, mais une coquille d'huître véritable. »
Cette comparaison, que Genette reconnaît être simpliste, permet de percevoir la nature profondément hétérogène du récit « mixte » selon Platon, « […] c'est-à-dire le mode de relation le plus courant et le plus universel […] ». Le récit historique se distingue néanmoins de la fiction. Dans le premier cas l'auteur doit être plus sensible que dans le second au passage de la narration des événements à la « […] transcription mécanique des paroles prononcées […] ». La fiction au contraire tend à gommer la différence entre dire des actes, qui nécessite toute une série de transpositions mentales pour aller du réel à une diction de celui-ci, et dire des paroles. Pourtant « On peut […] contester cette différence entre l'acte de représentation mentale et l'acte de représentation verbale […] mais cela revient à contester la théorie même de l'imitation […] » car elle ne distingue pas la fiction de la représentation. Or en tant que lexis, par différence avec logos, le langage ne peut imiter que lui-même et cette imitation se réduit à une tautologie.
« Nous sommes donc conduits à cette conclusion inattendue, que le seul mode que connaisse la littérature en tant que représentation est le récit, équivalent verbal d'événements non verbaux […] ». De sorte que même si Platon oppose mimésis à diégésis, en différenciant imitation parfaite et imparfaite, puisque la seule imitation parfaite se résume à la chose même, seule l'imitation imparfaite demeure imitation. « Mimésis, c'est diégésis »

#### Narration et description
Après avoir défini la « représentation littéraire », qui se confond avec le récit « au sens large », Gérard Genette entend examiner une distinction postérieure à Platon et Aristote, celle qui sépare la narration de la description. Il note que cette opposition « est un des traits majeurs de notre conscience littéraire. » Cependant elle ne serait pas « très active [...] avant le XIXe siècle, où l'introduction de passage descriptif dans un genre typiquement narratif comme le roman met en évidence les ressources et les exigences du procédé. »